# لیب‌یواس‌بی
لیب‌یواس‌بی (به انگلیسی: libusb) کتابخانه‌ای برای سیستم‌عامل‌های شبه یونیکس است که دسترسی به دستگاه‌های یواس‌بی را ممکن می‌سازد و به کمک این کتابخانه، برنامه‌های کاربردی می‌توانند اطلاعات را از دستگاه‌های یواس‌بی بخوانند یا در آنها اطلاعاتی را بنویسند. این کتابخانه بدون نیاز به گرداننده‌های (به انگلیسی: driver) هسته این قابلیت‌ها را در اختیار برنامه‌نویس قرار می‌دهد. این کتابخانه به زبان برنامه‌نویسی سی نوشته شده است و هم‌اکنون برای سیستم‌عامل‌های لینوکس، خانواده بی‌اس‌دی و مک اواس ده در دسترس است. همچنین پورتی از این کتابخانه برای سیستم‌عامل مایکروسافت ویندوز هم موجود است. از جمله برنامه‌هایی که از این کتابخانه استفاده می‌کنند، می‌توان به SANE، پروژه اسکنر لینوکس اشاره کرد که استفاده از لیب‌یواس‌بی را نسبت به ماژول هسته scanner ترجیح داده است، چرا که این ماژول، محدود به هسته ۲٫۴ لینوکس است. این کتابخانه یک نرم‌افزار آزاد است و تحت پروانه جی‌پی‌ال منتشر می‌شود.